# The Exorcism of Emily Rose
The Exorcism of Emily Rose is een thriller-horrorfilm uit 2005. Het is zowel een horrorfilm als het verhaal over een rechtszaak. Het scenario is losjes gebaseerd op het verhaal van de Duitse Anneliese Michel, een meisje dat aan epilepsie leed, maar niet de juiste medische zorg kreeg omdat haar familie dacht dat ze bezeten was.
De film won in 2006 zowel de Saturn Award als de Golden Trailer Award voor beste horrorfilm.

## Verhaal
Het verhaal gaat over een rechtszaak waarin een priester beschuldigd wordt van dood door nalatigheid van een studente, Emily Rose. Hij heeft op haar namelijk een exorcisme uitgevoerd aangezien hij ervan uitging dat zij door Satan bezeten was. De rituelen hebben uiteindelijk tot haar dood geleid. De officier van justitie beweert echter dat Emily leed aan psychosen en epilepsie en medische hulp nodig had.
In de film wisselen scènes uit de rechtszaal en flashbacks van de rituelen elkaar af. Aan het eind van de film wordt de priester weliswaar veroordeeld, maar dan alleen voor de lengte van zijn voorarrest. Hierdoor komt hij onmiddellijk vrij.

## Rolverdeling
- Jennifer Carpenter - Emily Rose (los gebaseerd op Anneliese Michel)
- Laura Linney - Erin Bruner
- Tom Wilkinson - Priester Moore
- Campbell Scott - Ethan Thomas
- Colm Feore - Karl Gunderson
- Joshua Close - Jason
- Kenneth Welsh - Dr. Mueller
- Duncan Fraser - Dr. Cartwright
- JR Bourne - Ray
- Mary Beth Hurt - Rechter Brewster
- Henry Czerny - Dr. Jared Briggs
- Shohreh Aghdashloo - Dr. Adani